# Samantha Harris
Samantha Harris Shapiro (Hopkins, Minnesota, 27 de noviembre de 1973) es una presentadora de televisión estadounidense. Ella fue la presentadora desde la temporada dos a la nueve de Dancing with the Stars junto con Tom Bergeron. Desde 2010-12, fue corresponsal en Entertainment Tonight. En septiembre de 2015, regresó al programa como copresentadora de la edición del fin de semana.

## Primeros años
Harris nació en Hopkins, Minnesota, de Richard, un promotor de rock and roll, y Bonnie (Harris de soltera) Shapiro, una bailarina. En 1982, sus padres fundaron un festival del renacimiento, conocido como King Richard's Faire, que continúa un 2012. Ella tuvo una educación judía. Se graduó de la Universidad del Noroeste.

## Presentadora
El 16 de diciembre de 2008, Harris se unió a The Insider como presentadora sustituta y corresponsal. Ella había sido anteriormente corresponsal de E! News de E! Entertainment Television, y presentadora de THS Investigates. Además de escribir, producir y reportar diariamente para E! News, fue copresentadora de la cobertura en vivo de la red de premios para los Oscars, Golden Globes y Emmys.  También ha aparecido como corresponsal especial en Good Morning America. Antes de unirse a E!, Harris sirvió como copresentadora de fin de semana para el programa de información y entretenimiento Extra, donde entrevistó a cientos de celebridades y sirvió como periodista para la oficina de Las Vegas.
Su trabajo de presentadora más conocido fue para Dancing with the Stars junto con Tom Bergeron. Ella asumió el lugar de Lisa Canning en 2006. Entre sus otros créditos como presentadora se incluyen The Next Joe Millionaire de Fox's y AMC Access (el spin-off de corta duración de Access Hollywood producido por AMC). Además, también se desempeñó como copresentadora invitada en The View. Ella fue la presentadora por una semana del programa Who Wants to Be a Millionaire los días 11 y 15 de mayo de 2009.
Harris anunció el 28 de enero de 2010 que dejaría Dancing with the Stars  para centrarse en otros proyectos como sus deberes de corresponsal en The Insider y Entertainment Tonight.
La ganadora de la temporada 7, Brooke Burke, reemplazó a Harris como copresentadora en la temporada de primavera de 2010. Burke fue reemplazada más adelante en 2014 por Erin Andrews.

## Actuación
Sus créditos en cine y televisión incluyen D3: The Mighty Ducks, Surviving Gilligan's Island (en la que interpretó a la actriz Dawn Wells), Reefer Madness, Beautiful, CSI: Crime Scene Investigation, entre otros.
Hizo su debut en Broadway en 2009 como Roxie Hart en Chicago. Realizó un contrato de seis semanas en el musical de larga duración del 7 de julio al 16 de agosto en el Teatro Ambassador. Después de su carrera en Broadway, Harris interpretó a Roxie en el concierto de Greenville, SC, del 18 al 23 de agosto, en el Peace Center.

## Imagen pública
Harris ha sido tres veces modelo de portada para Muscle & Fitness: HERS, y para las revistasr FHM, SELF y SHAPE, y en varios anuncios y comerciales.Fue presentada en la edición de diciembre de 2006 de la revista FHM.
En noviembre de 2007, Harris fue anunciada como la portavoz de la línea Cocoa Butter Formula de Palmer, donde fue presentada en una campaña nacional de prensa escrita y de televisión. Eso ocurrió cuando Harris ganó consecutivamente el Crown Awards por «Mejor Peinado en Televisión» en 2007 y 2008 de los votantes en Super-Hair.Net.

## Vida personal
Harris se casó con Michael Hess en 2005. Harris dio a luz a la primera hija de la pareja en 2007, por lo que perdió el estreno de la temporada cinco de Dancing with the Stars. Ella volvió el 15 de octubre de 2007. Drew Lachey, ganador de la segunda temporada, estuvo durante las tres primeras semanas de competencia mientras Harris no estaba presente. Tres años más tarde, Harris dio a luz a la segunda hija de la pareja.
En abril de 2014, Harris anunció que le diagnosticaron cáncer de mama y se sometería a una doble mastectomía. En octubre de 2014, anunció que estaba libre del cáncer.

## Caridad
Harris apoya la investigación sobre el cáncer y los voluntarios para eventos de caridad tales como Feeding America y el Revlon Run/Walk and What A Pair.